# Departamento de Policía de la Autoridad Portuaria de Nueva York y Nueva Jersey
El Departamento de Policía de la Autoridad Portuaria de Nueva York y Nueva Jersey (Port Authority of New York and New Jersey Police Department), o Departamento de Policía de la Autoridad Portuaria (PAPD, por sus siglas en inglés), es un organismo encargado de la aplicación de la ley en Nueva York y Nueva Jersey, cuya tarea consiste en proteger a todas las instalaciones pertenecientes o gestionadas por la Autoridad Portuaria de Nueva York y Nueva Jersey y hacer que se cumplan las leyes, tanto estatales como de las ciudades, en dichas instalaciones. El PAPD pertenece y es operado por la Autoridad Portuaria de Nueva York y Nueva Jersey, una agencia biestatal encargada de los puentes, túneles, aeropuertos y puertos marítimos en el Puerto de Nueva York y Nueva Jersey. El PAPD es la 24ª fuerza policial más grande en los Estados Unidos.

## Historia
El Departamento de Policía de la Autoridad Portuaria fue creado en junio de 1928, cuando 40 hombres fueron seleccionados para patrullar el Puente Goethals y el Cruce Outerbridge (por entonces conocido como el Puente Arthur Kill). Estos oficiales originales eran conocidos como bridgemen, nueve de los cuales fueron luego promovidos al rango de bridgemaster, o sargento.
A medida que el número de instalaciones pertenecientes a la Autoridad Portuaria fue creciendo, también lo hizo su fuerza policial. Con la apertura del Túnel Holland en 1927 y tres aeropuertos metropolitanos y una terminal marítima en los 40', la fuerza creció. En los 50' abrió la Terminal de Autobuses de la Autoridad Portuaria. La Autoridad Portuaria también asumió el control del sistema PATH, antes conocido como The Hudson and Manhattan Tubes.

## Aeropuertos
El PAPD protege tres grandes aeropuertos: el Aeropuerto Internacional Libertad de Newark, el Aeropuerto Internacional John F. Kennedy y el Aeropuerto LaGuardia, los cuales manejan unos 80 millones de pasajeros aéreos, más de 1,1 millones de movimientos de aeronaves y más de 2,5 millones de toneladas de cargamento anualmente. El patrullaje de estas instalaciones de aviación envuelve una gran cantidad de tareas. Personal policial cubre los puntos de control, responde a todos los incidentes de aeronaves y asiste a pasajeros provenientes de todas partes del mundo. Escoltar y proteger a dignatarios visitantes es una tarea que se realiza a diario. El PAPD también patrulla en el Aeropuerto de Teterboro, perteneciente a la Autoridad Portuaria, de mucho menor tamaño que los otros tres aeropuertos y que solamente opera con aeronaves de aviación general. El PAPD no suele patrullar el Aeropuerto Internacional Stewart, operado por la Autoridad Portuaria, el cual es patrullado por la Policía del Estado de Nueva York.
El PAPD también es responsable de la extinción de incendios y del rescate de emergencia en caso de accidentes en los cuatro aeropuertos, al igual que de cualquier otro incidente de emergencia con la aeronaves. El personal policial asignado a la tareas de combate del fuego y rescate es altamente entrenado en todas las fases de estas funciones, incluyendo el manejo de equipamiento sofisticado y complejo.

## Terminales marítimas
Las operaciones policiales en los muelles de la Terminal Marítima del Puerto Newark-Elizabeth, del Howland Hook, del Puerto de Jersey y del Red Hook (Brooklyn) incluyen el control del tráfico y la prevención e investigación de robos de cargamento. Oficiales del PAPD se ubican en todos los puertos.

## Estructura

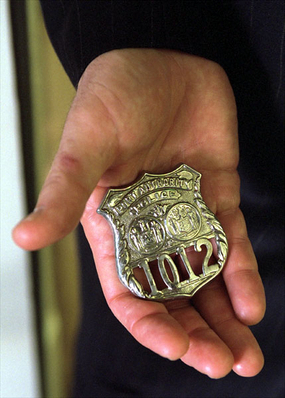
Placa 1012 del PAPD.

La sede del departamento se encuentra en el Centro Técnico de la Autoridad Portuaria, en Jersey City, Nueva Jersey. El punto neurálgico de la fuerza es el Central Police Desk, ubicado en Journal Square. El mismo se encuentra abierto todo el día, y es el centro de la red de comunicaciones. Allí, el personal es asignado a las áreas necesarias, todas las transmisiones de radio son monitoreadas y las terminales informáticas son integradas a los Sistemas de Información de Inteligencia y Crimen de Nueva York y Nueva Jersey, al igual que al Centro Nacional de Información del Crimen (NCIC, por sus siglas en inglés), en Washington D. C.. La información recibida de estas fuentes es suministrada a los oficiales en el campo, cuando es necesario. Aproximadamente 200.000 pasajeros usan el sistema PATH diariamente. Las estaciones del sistema son monitoreadas por circuito cerrado de televisión, para ayudar al personal policial en su patrullaje.
En los Túneles Holland y Lincoln, en los Puentes George Washington y Goethals y en el Cruce Outerbridge, las tareas de los oficiales del PAPD son el patrullaje, el control del tráfico, la inspección de cargamento peligroso, el pesaje de camiones y los servicios de emergencia, al igual que el control de los vehículos motorizados. En estos cruces, la policía también a instituido programas que mantienen una campaña constante contra la conducción en estado de ebriedad. La Autoridad Portuaria opera la terminal de autobuses más grande y concurrida de la nación, con capacidad para 57 millones de pasajeros y más de 2,2 millones de movimientos de autobuses en 2001. Las tareas policiales exigen una alta gama de funciones, desde la localización de niños perdidos hasta la asistencia a pasajeros diarios. Son responsables por la seguridad general de la instalación, utilizando una variedad de técnicas de patrullaje. Equipos compuestos por oficiales de policía y trabajadores sociales patrullan la terminal de autobuses e identifican jóvenes que podrían ser fugitivos, abandonados o personas perdidas. Proporcionan intervención de asesoramiento en crisis, colocación con agencias de servicios sociales y reuniones con familias, cuando sea apropiado. La Autoridad Portuaria también es propietaria del sitio del World Trade Center y del Autoridad Portuaria Trans-Hudson, y el PAPD es responsable de la seguridad y protección general de esas instalaciones.

### Oficina de Investigaciones Criminales
La Oficina de Investigaciones Criminales consiste en más de 100 detectives y supervisores que son específicamente entrenados para crímenes que ocurran en instalaciones de transporte. Durante el 2011, la Oficina de Investigaciones Criminales trabajó en fraudes computarizados de billetes aéreos y en interdicciones de drogas y propiedad. Se han incautado más de 10 millones de dólares en bienes, incluyendo 35 kilogramos de narcóticos. Además, la Oficina de Investigaciones Criminales ha trabajado en cooperación con agencias locales, estatales y federales en la lucha contra el crimen. Algunas de estas agencias incluyen a la Policía Estatal de Nueva Jersey, al Departamento de Policía de la Ciudad de Nueva York, a la Oficina de Aduanas y Protección Fronteriza de los Estados Unidos y a la Agencia Antidrogas de los Estados Unidos. Miembros de la Oficina de Investigaciones Criminales también trabajan como parte de la Fuerza de Tarea Conjunta contra el Terrorismo, del FBI, para prevenir actividades terroristas en la región.

### Unidad de Servicios de Emergencia
La Unidad de Servicios de Emergencia de la Autoridad Portuaria fue fundada en 1983, pese a las objeciones de la administración de la Policía de la Autoridad Portuaria de aquel entonces. Trabajando con el personal no policial del ferrocarril PATH, quienes claramente reconocían la necesidad de una rápida respuesta a los incendios y emergencias de este medio de transporte, un pequeño grupo de oficiales de policía de la Autoridad Portuaria asignados al asunto del PATH solicitaron, y recibieron, un camión utilitario, el cual fue convertido para ser usado en emergencias policiales. A pesar de las continuas objeciones de la administración de la Policía de la A.P., el objetivo de la administración del ferrocarril PATH de tener un "Vehículo de Respuesta a Emergencias" operado por la policía dio sus frutos. Los miembros del equipo original fueron entrenados en rescate subterráneo, salvamento de pasajeros de vagones del PATH y primeros auxilios, con énfasis en el procedimiento de levantamiento de vagones sobre personas atrapadas, mediante el uso de bolsas de aire Vetter. Antes de la Unidad de Emergencia del PATH, las emergencias que ocurriesen en el tren PATH eran manejadas por la policía local, de acuerdo a las jurisdicciones por las que dicho tren pasa (Jersey City, Nueva York, Newark, etc.).

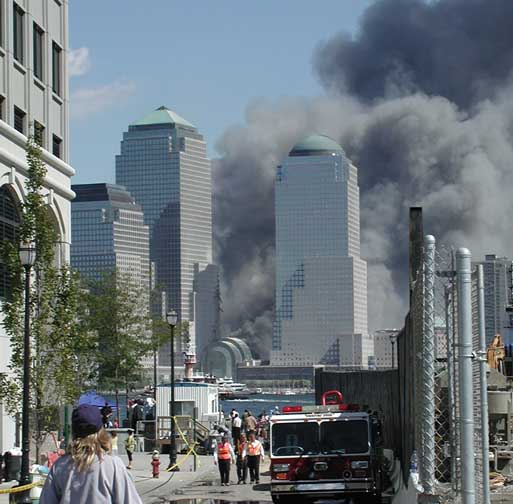
El colapso del World Trade Center fue el caso más notable al que el PAPD tuvo que enfrentarse.

Los miembros de la Unidad de Servicios de Emergencia, quienes han recibido entrenamiento especializado para responder a operaciones de emergencia y rescate que surgan en las instalaciones de la Autoridad Portuaria o en otras jurisdicciones cuando su experiencia es solicitada, son normalmente asignados a varias instalaciones dentro de la Autoridad Portuaria. Los miembros de dicha unidad podrían recibir entrenamiento en las áreas de control de animales, respuesta a material peligroso, uso de armas pesadas y operaciones tácticas y rescate en puentes y agua. Casos notables que la Unidad de Servicios de Emergencia ha tenido que manejar o en los que ha asistido a otras jurisdicciones a manejar incluyen:
- El colapso del World Trade Center, el 11 de septiembre de 2001
- El atentado con bomba al World Trade Center, en 1993
- El rescate de una persona emocionalmente perturbada de una torre de agua, en West New York, Nueva Jersey
- Un accidente de aviación general en la ciudad de Newark
- El rescate de propietarios de viviendas en Bound Brook (Nueva Jersey), atrapados por las crecientes inundaciones causadas por el Huracán Floyd en 1999
- Un colapso del techo en el Centro de Transporte de Journal Square
- Rescates acuáticos del sistema PATH en 1992
- Un accidente del tren del Tránsito de Nueva Jersey en Hackensack Meadowlands, en 1996

### Unidad canina
El Departamento de Policía de la Autoridad Portuaria formó su primera unidad canina en septiembre de 1985, con tres perros de patrulla (Prince, Bear y Rex) y tres oficiales que los llevaban. Dos fueron asignados al PATH y el otro a la Terminal de Autobuses de la Autoridad Portuaria. Fueron entrenados con la unidad canina de la Policía de Tránsito de la Ciudad de Nueva York, ubicada en Brooklyn, N.Y. Comenzaron a patrullar en diciembre de 1985. El Departamento de Policía formó su primera Unidad Canina de Detección de Explosivos en el otoño de 1996, en respuesta a la caída del Vuelo 800 de TWA en la costa de Long Island ese verano. El departamento amplió posteriormente la unidad para incluir a la Unidad Canina de Detección de Narcóticos. La unidad canina, consistente en 45 oficiales de policía, tres sargentos, un inspector y 48 perros, patrulla todas las instalaciones de la Autoridad Portuaria durante las 24 horas del día. Los oficiales de policía de la Autoridad Portuaria que son miembros de la unidad canina deben pasar por un difícil y exigente curso de agilidad física, participar en una entrevista grupal y completar un mínimo de 400 horas de entrenamiento con caninos. El perro más popular en la unidad es el pastor alemán. La unidad también cuenta con labradores, un pastor belga y un Golden Retriever. Los perros son entrenados para detectar explosivos o narcóticos, pero no ambos. La unidad tiene actualmente 40 perros entrenados para detectar explosivos, incluyendo 22 certificados por la Administración de Seguridad del Transporte federal. Hay ocho perros entrenados en la detección de narcóticos. Los equipos de detección canina de explosivos patrullan y revisan aeronaves, edificios de aerolíneas y cargamento, terminales de autobuses, estaciones del metro, vehículos y equipaje y paquetes desatendidos. Los equipos de detección canina de narcóticos patrullan y realizan una variedad de revisiones en las instalaciones de la Autoridad Portuaria, y son también utilizados por muchas otras agencias gubernamentales. Esta unidad experimentó lo que podría ser la primera perdida de la historia de un perro policía estadounidense debido al terrorismo internacional, cuando Sirius, placa del PAPD #17, murió en el colapso del World Trade Center, el 11 de septiembre de 2001. 

### Unidad de motocicletas
El Departamento de Policía de la Autoridad Portuaria opera una unidad de motocicletas que consiste en un sargento y 13 oficiales de policía. Esta unidad es responsable del patrullaje de túneles y puentes de la Autoridad Portuaria, siendo sus principales tareas la vigilancia del tráfico, el control de camiones, los movimientos VIP y los detalles de funerales. A cada miembro de la unidad se le asigna su propia motocicleta. Antes de unirse a la unidad, cada miembros debe completar el Programa de Entrenamiento del Oficial de Policía de Northwestern University/Harley Davidson.
La unidad de motocicletas original fue disuelta en 1956, luego de que el oficial de policía James Calandra fuese golpeado y asesinado mientras patrullaba en su vehículo.

### Extinción de incendios y accidentes de emergencia
En junio de 1998, el Departamento de Policía de la Autoridad Portuaria abrió la Instalación Entrenadora en el Rescate Aéreo y Combate de Incendios por Derrame de Combustible en el Aeropuerto Internacional John F. Kennedy, con tecnología de vanguardia. La instalación, una de las más grandes de su tipo en el país, es utilizada para entrenar a oficiales de policía de la Autoridad Portuaria en técnicas de rescate aéreo y de combate de incendios. Permite a los oficiales ser entrenados para situaciones de emergencia en un entorno controlado. La pieza central del sitio de entrenamiento es una fosa de 38 metros de largo que utiliza la quema limpia de propano para simular un incendio. También cuenta con una maqueta de avión de 23 metros de largo que posee una sección con el ala rota. Controles por computadora permiten la creación de escenarios de lucha contra el fuego que varía en tamaño, dificultad e intensidad. Cada año, más de 600 oficiales de la Autoridad Portuaria son entrenados como bomberos rescatistas para los tres principales aeropuertos de la región (John F. Kennedy, Newark Liberty y LaGuardia).
Los policías de la Autoridad Portuaria asignados al rescate aéreo y el combate de incendios pasan dos veces al año por un rigoroso entrenamiento, para alcanzar y mantener la certificación de la Administración Federal de Aviación.

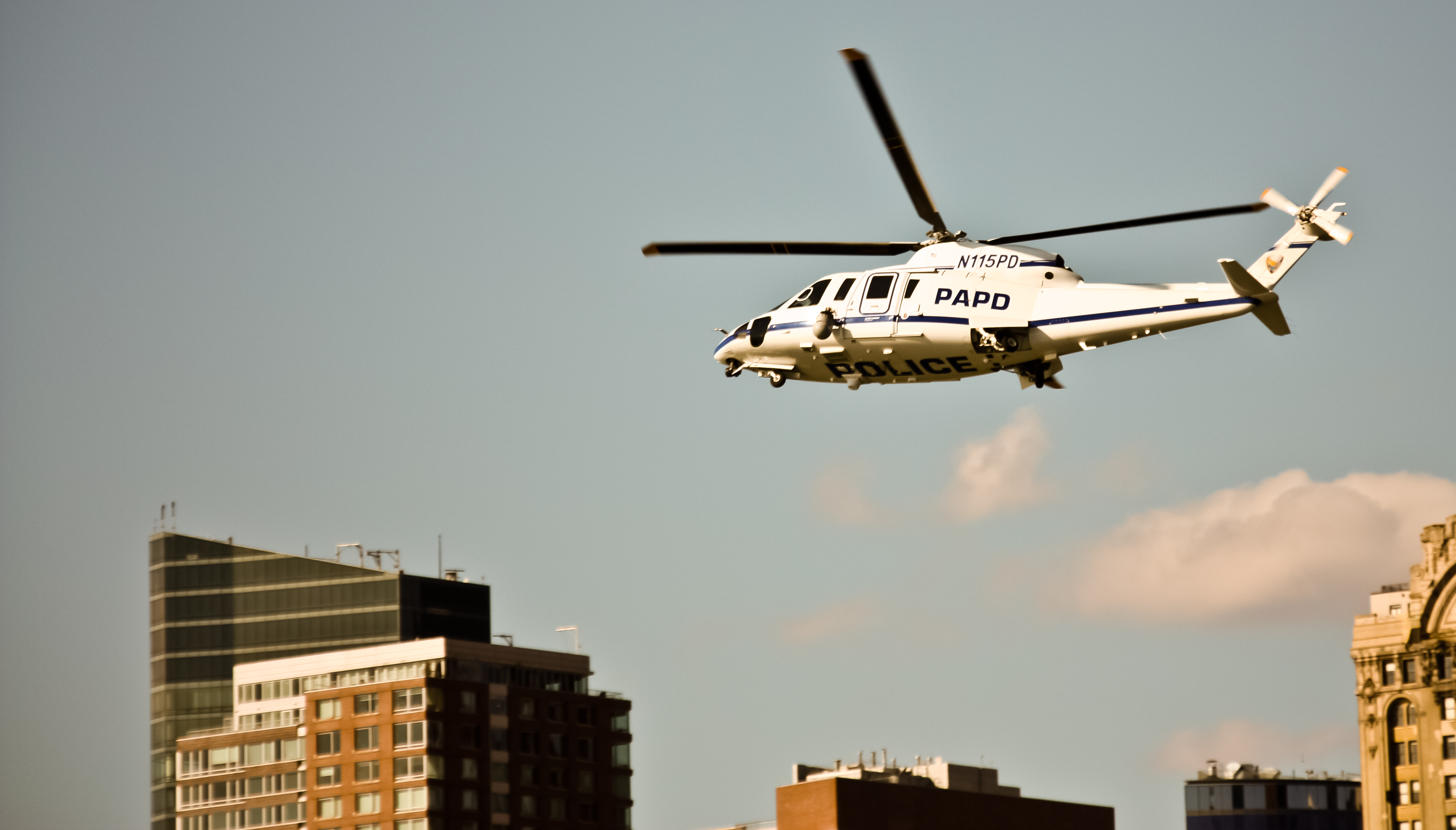
Helicóptero del PAPD sobrevolando su jurisdicción.

### Unidad de aviación
Luego de llevar a cabo un estudio, el PAPD decidió en julio de 2010 disolver su unidad de aviación, cuya eliminación le ahorra un costo anual aproximado de US$ 4 millones, entre la mano de obra, el combustible y el mantenimiento. A su vez, la venta de los dos helicópteros Sikorsky S-76 de la flota le dio una ganancia aproximada de más de US$ 8 millones.
Durante un período de estudio de ocho meses, desde agosto de 2008 hasta abril de 2009, los helicópteros hicieron 258 vuelos, 228 de los cuales eran por patrullaje de seguridad en los aeropuertos, puentes, túneles y otras propiedades operadas por la Autoridad Portuaria. No se registró ni un solo incidente inusual durante estos patrullajes, de acuerdo a un reporte del Wall Street Journal. Un vuelo fue realizado en respuesta al incidente del "Milagro en el Hudson" del Vuelo 1549 de US Airways, pero el Departamento de Policía de la Ciudad de Nueva York no necesitó de la asistencia del PAPD. Otros vuelos fueron realizados para tomar fotos aéreas de instalaciones. El estudio también descubrió que la Autoridad Portuaria era el único operador de aeropuertos en Estados Unidos en utilizar helicópteros para patrullar.

## Entrenamiento
Los reclutas reciben normalmente 25 semanas de entrenamiento intensivo en la Academia de Policía de la Autoridad Portuaria, la cual se encuentra en Jersey City (Nueva Jersey), con un Centro de Entrenamiento Regional ubicado en el Aeropuerto Kennedy. El entrenamiento dado a los reclutas incluye las leyes de Nueva York y Nueva Jersey, ciencias del comportamiento, relaciones públicas, prácticas y procedimientos policiales, leyes de arresto, procedimientos judiciales y testimonio. También son entrenados en las reglas de la evidencia, tácticas defensivas, primeros auxilios, combate de incendios, tarea de tráfico y patrullaje policial, uso de armas de fuego, manejo defensivo y de persecución, seguridad en el agua y rescate. A través de sus carreras, los oficiales de policía de la Autoridad Portuaria regresan a la Academia tanto para cursos de actualización como para entrenamientos en nuevas técnicas agregadas al currículo. 
El Centro Policial de Entrenamiento de Armas de Fuego Memorial Koebel está dedicado a la memoria del oficial de policía Henry J. Koebel, quien fue asesinado en el cumplimiento del deber en mayo de 1978. La Academia de Policía utiliza equipamiento de vanguardia, donde el personal opera dieciocho puertos de disparo en esta instalación computarizada de entrenamiento de armas de fuego. Algunas características incluyen controles de sonidos y luces de blancos móviles y situaciones de disparar/no disparar, al igual que instrucción estándar de puntería.

## Estructura de rangos
Hay nueve títulos de juramento (referidos como rangos) en el Departamento de Policía de la Autoridad Portuaria:
| Título                         | Insignia | Color de la camisa del uniforme |
| ------------------------------ | -------- | ------------------------------- |
| Jefe de Operaciones Policiales |          | Blanco                          |
| Jefe adjunto                   |          | Blanco                          |
| Subjefe                        |          | Blanco                          |
| Inspector                      |          | Blanco                          |
| Subinspector                   |          | Blanco                          |
| Capitán                        |          | Blanco                          |
| Teniente Detective Teniente    |          | Blanco                          |
| Sargento Detective Sargento    |          | Azul oscuro                     |
| Detective Oficial de policía   |          | Azul oscuro                     |

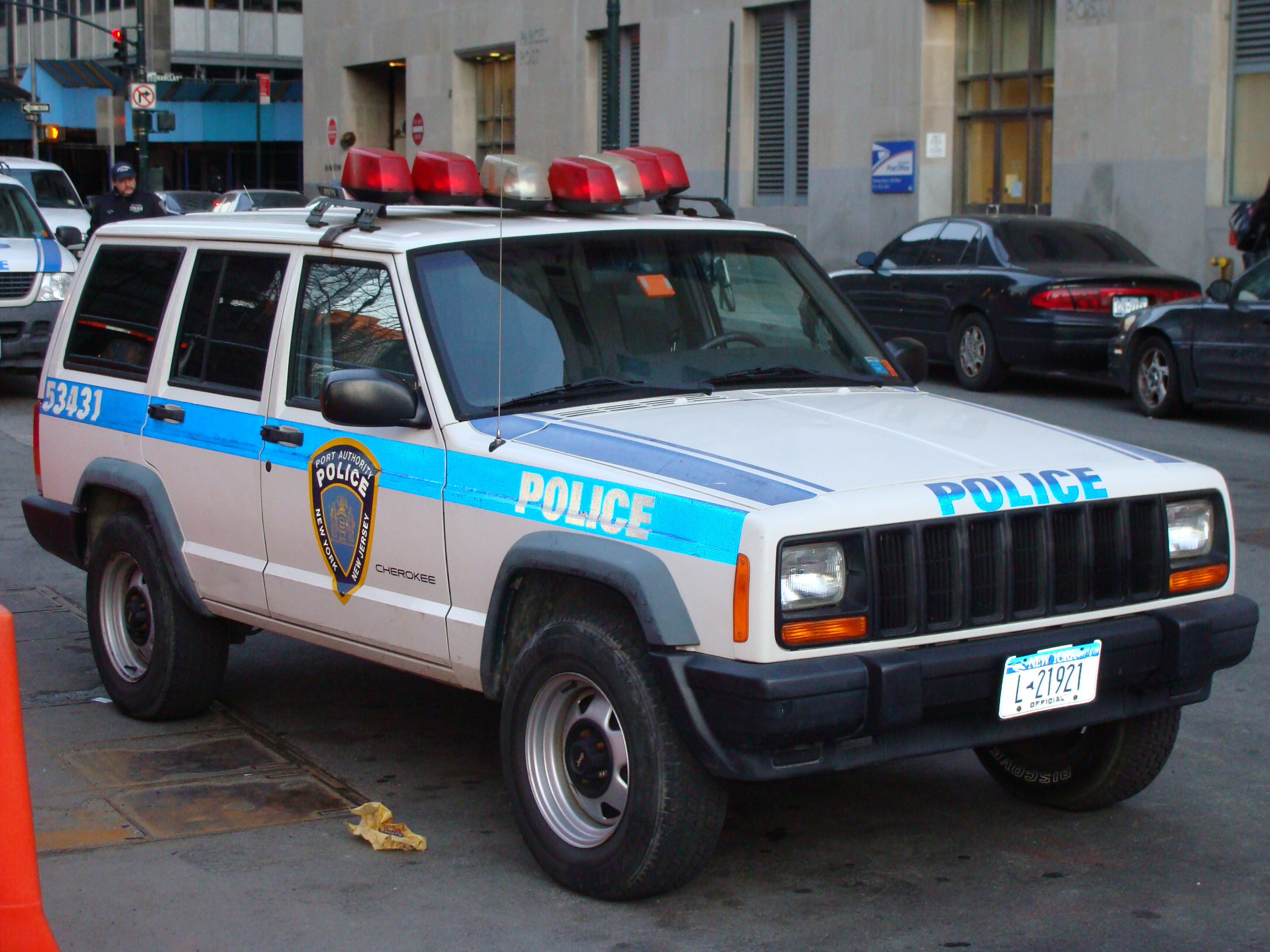
Un Jeep Cherokee del PAPD, aparcado cerca del sitio de construcción del World Trade Center.

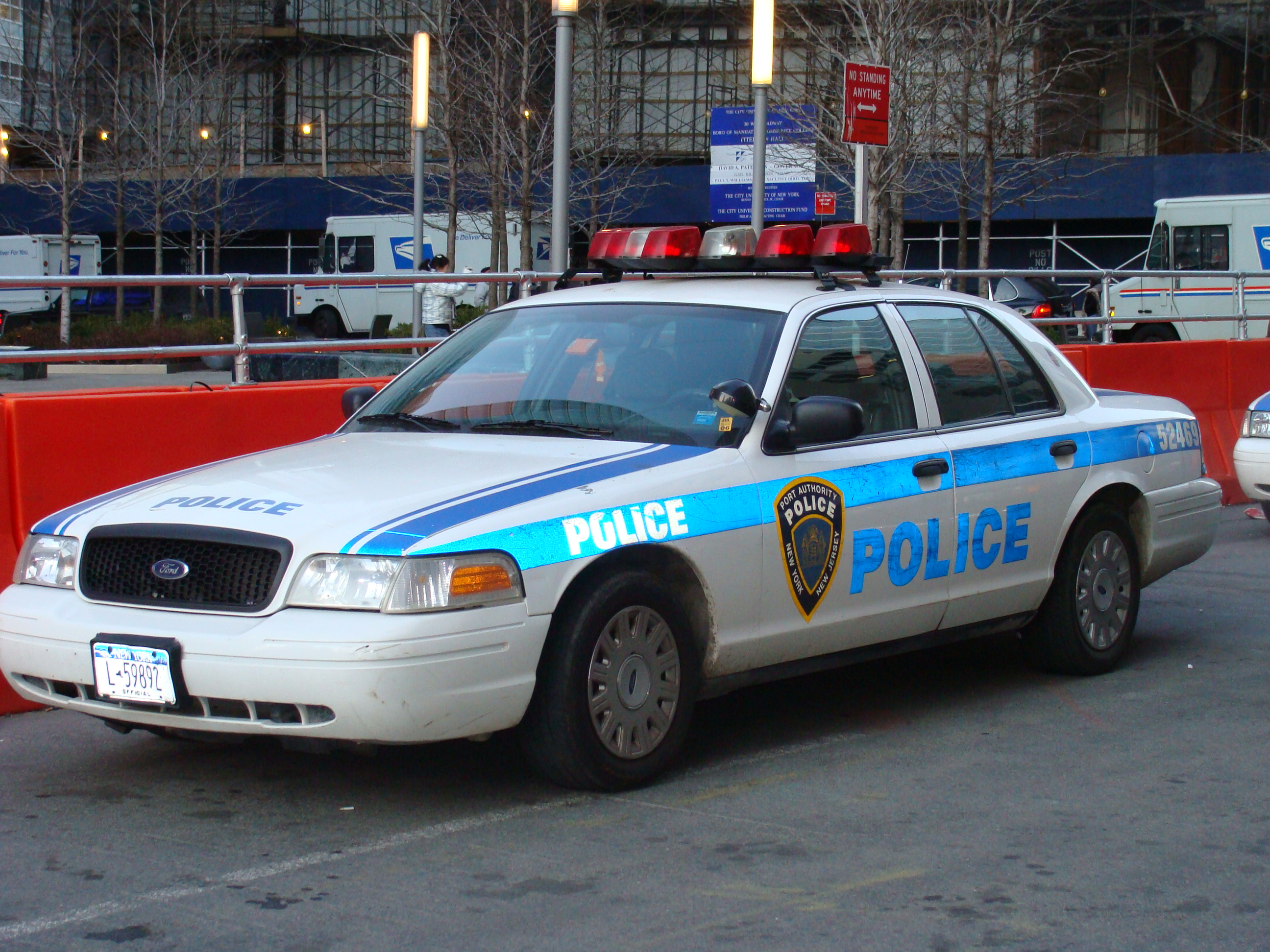
Un Ford Crown Victoria del PAPD, aparcado cerca de la entrada al sitio de construcción del World Trade Center.

El ascenso a los rangos de sargento y teniente se realizan a través de exámenes competitivos de la administración pública. El ascenso a detective y a los rangos más altos es a discreción del Superintendente de Policía/Director de la Seguridad Pública.

## Poder y autoridad
Los oficiales de policía de la Autoridad Portuaria son clasificados como oficiales de policía en Nueva Jersey y como oficiales de policía del Estado de Nueva York bajo el párrafo e, subdivisión de la Ley de Procedimiento Criminal estatal. Con la condición de agente de policía, tienen permitido solicitar órdenes judiciales, hacer arrestos, usar fuerza física y mortal, portar y utilizar armas de fuego, portar y usar esposas y expedir citaciones.

## Equipamiento y vehículos
Todos los oficiales de policía de la Autoridad Portuaria son equipados con un arma de fuego, un bastón de mando extensible, una lata de aerosol de pimienta, unas esposas, un silbato, una linterna, un chaleco antibalas y una radio que está directamente conectada a la Despachadora Central y a otros oficiales de la Autoridad Portuaria.
Actualmente, el departamento utiliza varios vehículos en su flota, incluyendo Ford Crown Victorias, Chevrolet Impalas, Chevrolet Suburbans, Dodge Chargers y motocicletas Harley Davidson. El departamento también utiliza varias embarcaciones.

## Salario
El PAPD es una de las fuerzas policiales mejores pagadas en el noreste de Estados Unidos, haciéndolo así uno de los trabajos en mantenimiento del orden público más codiciados de la región. Bajo el contrato actual, el salario inicial de un oficial de policía es de US$ 32.361, y luego de cinco años de servicios, el salario es de US$ 90.000, sin incluir los ascensos o las horas extras.
Con un salario tan alto, el PAPD ha atraído a muchos oficiales de los departamentos vecinos, más específicamente a oficiales del Departamento de Policía de la Ciudad de Nueva York.

## Muertes en el cumplimiento del deber

Afiche por el aniversario de los ataques del 11 de septiembre donde aparecen algunos de los oficiales caídos ese día.

Desde el establecimiento del Departamento de Policía de la Autoridad Portuaria, 45 policías y un miembro de la unidad canina murieron en el cumplimiento del deber, desde 1951. El 82% de estas muertes en la historia del departamento ocurrieron el 11 de septiembre de 2001 (37 oficiales, incluyendo al perro).
| Nombre del oficial                            | Fin de Guardia                   | Causa de muerte          |
| --------------------------------------------- | -------------------------------- | ------------------------ |
| Patrullero Charles Kessler                    | Domingo, 16 de diciembre de 1951 | Accidental               |
| Oficial de policía James Calandra             | Lunes, 19 de noviembre de 1956   | Accidente de motocicleta |
| Oficial de policía Hitler M. Mcleod           | Viernes, 3 de noviembre de 1961  | Tiroteo                  |
| Oficial de policía Bertram Winkler            | Martes, 21 de marzo de 1972      | Ataque del corazón       |
| Oficial de policía Arthur M. Ansert           | Lunes, 8 de octubre de 1973      | Asalto vehicular         |
| Oficial de policía Henry J. Koebel            | Viernes, 26 de mayo de 1978      | Tiroteo                  |
| Oficial de policía William J. Perry           | Lunes, 22 de diciembre de 1980   | Tiroteo                  |
| Oficial de policía Scott R. Parker            | Lunes, 5 de septiembre de 1983   | Tiroteo                  |
| Oficial de policía David P. Lemagne           | Martes, 11 de septiembre de 2001 | Ataque terrorista        |
| Jefe James Romito                             | Martes, 11 de septiembre de 2001 | Ataque terrorista        |
| Oficial de policía Richard Rodriguez          | Martes, 11 de septiembre de 2001 | Ataque terrorista        |
| Capitán Kathy Mazza                           | Martes, 11 de septiembre de 2001 | Ataque terrorista        |
| Oficial de policía Liam Callahan              | Martes, 11 de septiembre de 2001 | Ataque terrorista        |
| Oficial de policía James Lynch                | Martes, 11 de septiembre de 2001 | Ataque terrorista        |
| Director de Seguridad Pública Fred V. Morrone | Martes, 11 de septiembre de 2001 | Ataque terrorista        |
| Oficial de policía James Nelson               | Martes, 11 de septiembre de 2001 | Ataque terrorista        |
| Oficial de policía Uhuru Gonja Houston        | Martes, 11 de septiembre de 2001 | Ataque terrorista        |
| Oficial de policía Clinton Davis              | Martes, 11 de septiembre de 2001 | Ataque terrorista        |
| Oficial de policía Alfonse Niedermeyer        | Martes, 11 de septiembre de 2001 | Ataque terrorista        |
| Oficial de policía Paul Laszczynski           | Martes, 11 de septiembre de 2001 | Ataque terrorista        |
| Oficial de policía Nathaniel Webb             | Martes, 11 de septiembre de 2001 | Ataque terrorista        |
| Oficial de policía John Lennon                | Martes, 11 de septiembre de 2001 | Ataque terrorista        |
| Oficial de policía George Howard              | Martes, 11 de septiembre de 2001 | Ataque terrorista        |
| Oficial de policía Michael Wholey             | Martes, 11 de septiembre de 2001 | Ataque terrorista        |
| Inspector Anthony Infante                     | Martes, 11 de septiembre de 2001 | Ataque terrorista        |
| Teniente Robert Cirri                         | Martes, 11 de septiembre de 2001 | Ataque terrorista        |
| Oficial de policía Kenneth Tietjen            | Martes, 11 de septiembre de 2001 | Ataque terrorista        |
| Oficial de policía John Levi                  | Martes, 11 de septiembre de 2001 | Ataque terrorista        |
| Oficial de policía Thomas Gorman              | Martes, 11 de septiembre de 2001 | Ataque terrorista        |
| Oficial de policía Dominick Pezzulo           | Martes, 11 de septiembre de 2001 | Ataque terrorista        |
| Oficial de policía Antonio Rodrigues          | Martes, 11 de septiembre de 2001 | Ataque terrorista        |
| Sargento Robert Kaulfers                      | Martes, 11 de septiembre de 2001 | Ataque terrorista        |
| Oficial de policía Donald McIntyre            | Martes, 11 de septiembre de 2001 | Ataque terrorista        |
| Oficial de policía Donald Foreman             | Martes, 11 de septiembre de 2001 | Ataque terrorista        |
| Oficial de policía Christopher Amoroso        | Martes, 11 de septiembre de 2001 | Ataque terrorista        |
| Oficial de policía Walter McNeil              | Martes, 11 de septiembre de 2001 | Ataque terrorista        |
| Oficial de policía Maurice Barry              | Martes, 11 de septiembre de 2001 | Ataque terrorista        |
| Oficial de policía Joseph Navas               | Martes, 11 de septiembre de 2001 | Ataque terrorista        |
| Oficial de policía James Parham               | Martes, 11 de septiembre de 2001 | Ataque terrorista        |
| Oficial de policía Walwyn Stuart              | Martes, 11 de septiembre de 2001 | Ataque terrorista        |
| Oficial de policía Bruce Reynolds             | Martes, 11 de septiembre de 2001 | Ataque terrorista        |
| Oficial de policía John Skala                 | Martes, 11 de septiembre de 2001 | Ataque terrorista        |
| Oficial de policía Gregg Froehner             | Martes, 11 de septiembre de 2001 | Ataque terrorista        |
| Oficial de policía Stephen Huczko Jr.         | Martes, 11 de septiembre de 2001 | Ataque terrorista        |
| Oficial de policía Paul Jurgens               | Martes, 11 de septiembre de 2001 | Ataque terrorista        |
| Canino Sirius                                 | Martes, 11 de septiembre de 2001 | Ataque terrorista        |

## Ataques terroristas

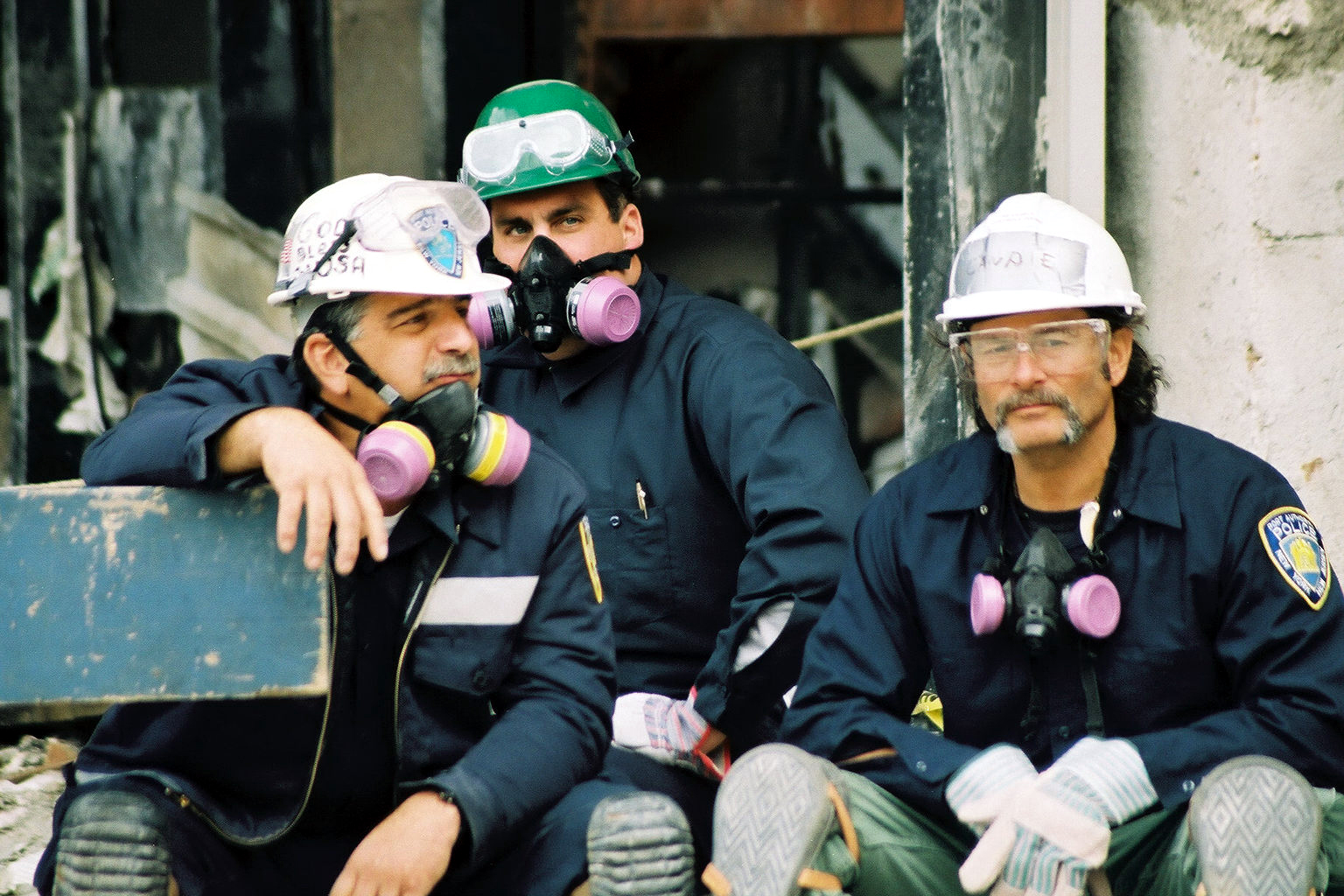
Oficiales de la Policía de la Autoridad Portuaria se toman un descanso durante los esfuerzos de limpieza en el sitio del World Trade Center, el 27 de septiembre de 2001.

El 26 de febrero de 1993, el complejo World Trade Center, perteneciente a la Autoridad Portuaria, fue el blanco de un ataque terrorista. El 11 de septiembre de 2001, el complejo fue el blanco de un ataque terrorista por segunda vez.
El complejo albergaba a más de 50.000 empleados y recibía a más de 70.000 visitantes por día; los esfuerzos de la Policía de la Autoridad Portuaria, el Departamento de Policía de la Ciudad de Nueva York, el Departamento de Bomberos de la Ciudad de Nueva York, los Servicios Médicos de Emergencia (EMS, por sus siglas en inglés) de la Ciudad de Nueva York, la Oficina del Sheriff de la Ciudad de Nueva York, los Oficiales de Corte del Estado de Nueva York y los Oficiales de los Servicios Federales de Seguridad Pública, junto con muchos otros, ayudaron a minimizar la pérdida de vidas. La Policía de la Autoridad Portuaria sufrió la peor pérdida de personal policial en un único evento en la historia estadounidense: 37 oficiales y un perro policía, llamado Sirius #17, murieron el 11 de septiembre.